# Salahaddin FC
El Salahaddin FC (en árabe: نادي صلاح الدين‎) es un equipo de fútbol de Irak que juega en la Division 2 de Irak, la tercera división de fútbol en el país.

## Historia
Fue fundado en el año 1974 en la ciudad de Tikrit y ha sido campeón de la Liga Premier de Irak en una ocasión en la temporada 1982/83, pero no juega en la máxima categoría desde la temporada 2009/10.
El club también cuenta con dos títulos de copa, todos a inicios de la década de los años 1980s.

## Palmarés
- Premier League (1): 1982/83
- Al-Wehdat Championship (1): 1983
- Copa Rovers (1): 1982

## Entrenadores

### Entrenadores destacados
- Wathik Naji
- Douglas Aziz